# Olympische Winterspiele 1984/Bob
Bei den XIV. Olympischen Winterspielen 1984 in Sarajevo fanden zwei Wettbewerbe im Bobfahren statt. Austragungsort war die Olympia Bob- und Rodelbahn am Nordhang des Trebević. Sie war 1300 m lang, überwand einen Höhenunterschied von 126 m und hatte 13 Kurven.

## Bilanz

### Medaillenspiegel
| Platz  | Land        | Gold | Silber | Bronze | Gesamt |
| ------ | ----------- | ---- | ------ | ------ | ------ |
| 1      | DDR         | 2    | 2      | –      | 4      |
| 2      | Schweiz     | –    | –      | 1      | 1      |
| 2      | Sowjetunion | –    | –      | 1      | 1      |
| Gesamt | Gesamt      | 2    | 2      | 2      | 6      |

### Medaillengewinner
| Disziplin        | Gold                                                                   | Silber                                                     | Bronze                                                               |
| ---------------- | ---------------------------------------------------------------------- | ---------------------------------------------------------- | -------------------------------------------------------------------- |
| Zweierbob Männer | Wolfgang Hoppe / Dietmar Schauerhammer (GDR)                           | Bernhard Lehmann / Bogdan Musiol (GDR)                     | Zintis Ekmanis / Wladimir Alexandrow (URS)                           |
| Viererbob Männer | DDRWolfgang Hoppe Roland Wetzig Dietmar Schauerhammer Andreas Kirchner | DDRBernhard Lehmann Bogdan Musiol Ingo Voge Eberhard Weise | SchweizSilvio Giobellina Heinz Stettler Urs Salzmann Rico Freiermuth |

## Ergebnisse
(alle Laufzeiten in Sekunden, Gesamtzeit in Minuten)

### Zweierbob
| Platz | Land | Sportler                                                    | 1. Lauf | 2. Lauf | 3. Lauf | 4. Lauf | Gesamt  |
| ----- | ---- | ----------------------------------------------------------- | ------- | ------- | ------- | ------- | ------- |
| 1     | DDR  | DDR II: Wolfgang Hoppe, Dietmar Schauerhammer               | 51,51   | 51,93   | 51,06   | 51,06   | 3:25,56 |
| 2     | DDR  | DDR I: Bernhard Lehmann, Bogdan Musiol                      | 51,59   | 51,94   | 51,15   | 51,36   | 3:26,04 |
| 3     | URS  | Sowjetunion II: Zintis Ekmanis, Wladimir Alexandrow         | 51,56   | 52,10   | 51,24   | 51,26   | 3:26,16 |
| 4     | URS  | Sowjetunion I: Jānis Ķipurs, Aivars Šnepsts                 | 52,06   | 51,92   | 51,30   | 51,14   | 3:26,42 |
| 5     | SUI  | Schweiz I: Hans Hiltebrand, Meinrad Müller                  | 51,73   | 52,21   | 51,35   | 51,47   | 3:26,76 |
| 6     | SUI  | Schweiz II: Ralph Pichler, Rico Freiermuth                  | 52,21   | 52,21   | 51,84   | 51,97   | 3:29,23 |
| 7     | ITA  | Italien I: Guerrino Ghedina, Andrea Meneghin                | 52,40   | 52,46   | 51,82   | 52,41   | 3:29,09 |
| 8     | GER  | Deutschland I: Anton Fischer, Hans Metzler                  | 52,29   | 52,25   | 52,18   | 52,46   | 3:29,18 |
| 9     | ITA  | Italien II: Marco Bellodis, Stefano Ticci                   | 52,69   | 52,73   | 52,28   | 52,32   | 3:30,02 |
| 10    | GBR  | Großbritannien II: Gomer Lloyd, Peter Brugnani              | 52,80   | 52,73   | 52,26   | 52,57   | 3:30,36 |
| 11    | GER  | Deutschland II: Andreas Weikenstorfer, Hans-Jürgen Hartmann | 52,31   | 53,05   | 52,60   | 52,45   | 3:30,41 |
| 12    | AUT  | Österreich I: Walter Delle Karth, Johann Lindner            | 52,61   | 53,01   | 52,33   | 52,64   | 3:30,59 |
| 13    | AUT  | Österreich II: Peter Kienast, Christian Mark                | 52,79   | 52,97   | 52,42   | 52,47   | 3:30,65 |

1. und 2. Lauf: 10. Februar 1984
3. und 4. Lauf: 11. Februar 1984
28 Bobs am Start, davon 27 in der Wertung.

### Viererbob
| Platz | Land | Sportler                                                                              | 1. Lauf | 2. Lauf | 3. Lauf | 4. Lauf | Gesamt  |
| ----- | ---- | ------------------------------------------------------------------------------------- | ------- | ------- | ------- | ------- | ------- |
| 1     | DDR  | DDR I: Wolfgang Hoppe, Roland Wetzig, Dietmar Schauerhammer, Andreas Kirchner         | 49,65   | 50,18   | 50,18   | 50,21   | 3:20,22 |
| 2     | DDR  | DDR II: Bernhard Lehmann, Bogdan Musiol, Ingo Voge, Eberhard Weise                    | 49,69   | 50,33   | 50,32   | 50,44   | 3:20,78 |
| 3     | SUI  | Schweiz I: Silvio Giobellina, Heinz Stettler, Urs Salzmann, Rico Freiermuth           | 49,92   | 50,48   | 50,49   | 50,50   | 3:21,39 |
| 4     | SUI  | Schweiz II: Ekkehard Fasser, Rolf Strittmatter, Hans Märchy, Kurt Poletti             | 50,46   | 50,60   | 50,81   | 51,03   | 3:22,90 |
| 5     | USA  | USA I: Jeff Jost, Hal Hoye, Joe Briski, Tom Barnes                                    | 50,83   | 50,97   | 50,89   | 50,64   | 3:23,33 |
| 6     | URS  | Sowjetunion I: Jānis Ķipurs, Aivars Šnepsts, Māris Poikāns, Ivars Bērzups             | 50,19   | 50,96   | 51,19   | 51,17   | 3:23,51 |
| 7     | ROM  | Rumänien I: Dorin Degan, Cornel Popescu, Gheorghe Lixandru, Costel Petrariu           | 50,58   | 50,88   | 51,06   | 51,24   | 3:23,76 |
| 8     | ITA  | Italien II: Guerrino Ghedina, Stefano Ticci, Paolo Scaramuzza, Andrea Meneghin        | 50,66   | 50,93   | 51,00   | 51,18   | 3:23,77 |
| 9     | FRG  | Deutschland I: Klaus Kopp, Gerhard Oechsle, Günter Neuburger, Hans-Joachim Schumacher | 50,71   | 51,09   | 51,01   | 51,34   | 3:34,15 |
| 10    | AUT  | Österreich I: Walter Delle Karth, Günter Krispel, Ferdinand Grössing, Johann Lindner  | 50,60   | 51,14   | 51,19   | 51,28   | 3:24,21 |
| 11    | AUT  | Österreich II: Peter Kienast, Franz Siegl, Gerhard Redl, Christian Mark               | 50,83   | 51,27   | 51,29   | 51,24   | 3:24,63 |
|       |      |                                                                                       |         |         |         |         |         |
| 14    | FRG  | Deutschland II: Anton Fischer, Franz Nießner, Hans Metzler, Uwe Eisenreich            | 51,08   | 51,39   | 51,48   | 51,36   | 3:25,31 |

1. und 2. Lauf: 17. Februar 1984
3. und 4. Lauf: 18. Februar 1984
24 Bobs am Start, alle in der Wertung.